# Abu Bakr (Name)
Abu Bakr ist ein männlicher Vorname und auch ein Familienname.

## Herkunft und Bedeutung des Namens
Der Name Abu Bakr (arab.: أبو بكر) leitet sich von den arabischen Wörtern für Vater und junges Kamel ab. Er bedeutet daher in etwa Vater des Kamelfohlens.

## Namensträger
- Abū Bakr (um 573–634), erster Kalif und Nachfolger des Propheten Mohammed
- Abu Bakr Mohammad Ibn Zakariya al-Razi (864–925), persischer Arzt, Naturwissenschaftler, Philosoph und Schriftsteller
- Abū Bakr asch-Schiblī (??–945), Sufi
- Abū Bakr Ahmad ibn ʿAlī al-Dschassās (917–981), hanafitischer Rechtsgelehrter
- Abu Bakr al-Kalabadhi (??–um 990), Sufi
- Abu Bakr ibn Umar (1056–1087), Herrscher der Almoraviden in Marokko
- Abu Bakr Muhammad Ibn Abd al-Malik Muhammad Ibn Tufail al-Qaisi (1110–1185), arabisch-andalusischer Philosoph, Astronom, Arzt, Mathematiker und Sufi
- Abu Bakr II. (1318–1346), Kalif der Hafsiden in Tunesien
- Abu Bakr I., Mansa von Mali
- Abu Bakr II., Mansa von Mali
- Abu Bakar von Johor (1833–1895), Sultan von Johor
- Randa Abu Bakr (* 1966), ägyptische Geisteswissenschaftlerin, Dekanin an der Universität Kairo
- Abu Bakr al-Baghdadi (1971–2019), Anführer der Terrororganisation Islamischer Staat
- Radanfah Abu Bakr (* 1987), trinidadisch-tobagischer Fußballspieler